# Автогол
Автогол (гол в свои ворота) — в спортивных играх взятие (обычно случайное) игроком защищающейся команды собственных ворот, засчитывается как взятие ворот нападающей командой.
Довольно распространенное явление в спортивных состязаниях. По статистике чемпионатов мира по футболу — один автогол приходится примерно на 50 обычных голов.

## Футбол
В футболе автогол в ряде случаев не засчитывается (правило 10 игры в футбол): «если мяч был направлен в собственные ворота первым касанием при пробитии штрафного удара, свободного штрафного удара, удара от ворот, углового удара или непосредственно вбросом аута». Во всех этих случаях назначается угловой удар. Ряд случаев, предусмотренных правилами, имеет лишь теоретическое значение (например, едва ли на практике можно попасть в свои ворота с углового в одно касание).
Поскольку при взятии ворот учитывается нарушение правил только атакующей командой, автогол может быть забит, например, рукой.
Если обороняющийся задел мяч: если атакующий игрок направлял мяч в ворота, и мяч задел кого-то из игроков соперника и попал в ворота, то это не будет автоголом. Если нападающий не направлял мяч в ворота, тогда засчитывается автогол. Направлял ли игрок мяч в ворота — определяет судья матча.
Если обороняющийся бил по мячу: игрок, забивший мяч в свои ворота, считается автором гола (с пометкой «в свои ворота»), если мяч без его касания не попал бы в створ ворот. В противном случае гол записывается на имя игрока атакующей стороны, бившего по воротам. При подсчёте общего числа мячей, забитых игроком в ходе турнира, автоголы не учитываются.

### Известные автоголы
- Руд Крол, Нидерланды — 23 июня 1974 в матче со сборной Болгарии забил гол в свои ворота. Этот гол стал единственным голом, пропущенным сборной Голландии на этом чемпионате в двух групповых турнирах (ещё два гола она пропустила в финале от сборной ФРГ). Перед началом чемпионата один из крупных голландских банков установил личные призы в виде денежной премии за каждый гол, забитый на чемпионате. После окончания чемпионата под давлением общественности банк выплатил премию и этому игроку[1][2].
- Андрес Эскобар, Колумбия — 22 июня 1994 забил автогол в матче со сборной США на ЧМ-1994 и был убит вскоре после возвращения команды в Колумбию[1][2].
- Стан Ван ден Бюйс из клуба «Экерен» в матче чемпионата Бельгии в 1996 году забил в свои ворота три мяча, что привело к поражению его команды от «Андерлехта» 2:3[1][3].
- Михаэль Баллак в составе леверкузенского «Байера» забил автогол[4] в последнем туре бундеслиги 1999/2000 в матче с «Унтерхахингом», в результате «Байер» проиграл 0:2, а «Бавария», победив «Вердер», обошла «Байер» по разнице мячей и выиграла чемпионат[5].
- Футбольный матч «Адема» — «Л’Эмирн» во время чемпионата Мадагаскара по футболу в 2002 году стал рекордным по числу автоголов: всего команда «Стад Олимпик л’Эмирн» забила 149 голов в свои ворота. В результате тренер команды и четыре её игрока были дисквалифицированы сроком на 3 года.
- Каха Каладзе, защитник «Милана» и капитан сборной Грузии, выступая за национальную сборную в отборочном матче чемпионата мира со сборной Италии 5 сентября 2009 года, забил дважды в собственные ворота с интервалом в 11 минут. Эти голы оказались единственными за игру. При этом за всю карьеру за сборную Грузии Каладзе забил лишь один гол[2].
- Игрок сборной Испании Педри 28 июня 2021 года забил автогол в матче со сборной Хорватии на ЧЕ-2020, отдавая пас назад на вратаря Уная Симона. Сборной Испании удалось выйти вперёд по ходу второго тайма, но ближе к компенсированному времени матча хорватам получилось сравнять счёт (3:3). Победу одержала сборная Испании, обыграв Хорватию в дополнительное время со счётом 5:3, и тем самым вышла в четвертьфинал чемпионата Европы. Этот автогол стал первым за всю историю существования сборной Испании, а также одним из самых курьёзных[6][7][8].

## Другие виды спорта
В хоккее автогол засчитывается на имя атакующего игрока другой команды, последним коснувшегося шайбы.
- 27 апреля 2004 в матче предварительного этапа чемпионата мира Япония — Дания (3:4) японский игрок Нобухиро Сугавара после паса датского хоккеиста на пятачок мощным щелчком забил шайбу в собственные пустые ворота, после чего радостно вскинул руки. Однако сам Нобухиро позже утверждал, что это был жест отчаяния[9]. Этот автогол привёл к поражению японской команды.
- 14 мая 2008 в матче 1/4 финала чемпионата мира Россия — Швейцария (6:0) швейцарские хоккеисты к седьмой минуте первого периода забросили две шайбы в свои ворота. Сначала Рафаэль Диас слишком сильно подтолкнул рукой шайбу вратарю Мартину Герберу, и гол был записан на счёт Максима Афиногенова, а через четыре минуты Филипп Фюррер, пытаясь отбросить шайбу подальше от ворот с отскоком от лицевого бортика, забил гол впритирку со штангой. Автором шайбы был определён Данис Зарипов, даже не касавшийся её в том эпизоде, — он проиграл вбрасывание Андреасу Амбюлю[10].
- 15 мая 2017 года в матче чемпионата мира против сборной Дании итальянский защитник Александр Эггер, споткнувшись при получении паса, в падении завёл шайбу в собственные ворота (в тот момент вратарь сборной Италии был заменён на шестого полевого игрока).
- 18 мая 2017 в матче 1/4 финала чемпионата мира Швейцария — Швеция (1:3) шведский игрок Оливер Экман-Ларссон после эффектного паса соперника подправил шайбу в собственные ворота[11].

В баскетболе если игрок случайно забрасывает мяч в свою корзину, то очки записываются капитану соперников, если умышленно, то очки не засчитываются. В НБА очки записываются на счет ближайшего к корзине игрока атакующей команды.